# Вистороп
Висторо́п — пасажирський залізничний зупинний пункт Сумської дирекції Південної залізниці на лінії Боромля — Лебединська.
Розташований неподалік від села Малий Вистороп Сумського району Сумської області між станціями Боромля (5 км) та Рябушки (13 км).
На платформі зупиняються приміські поїзди.